# República Popular de Bukharà
La República Popular Soviètica de Bukharà (rus Бухарская Народная Советская Республика) fou el nom de l'Uzbekistan del 1920 a 1924. Fou estat soviètic que governà l'antic Emirat de Bukharà durant el període immediatament posterior a la Revolució russa de 1920 a 1924. Posteriorment passà a formar part de la República Socialista Soviètica de l'Uzbekistan.